# Daniel Lee Corwin
Daniel Lee Corwin (* 13. September 1958; † 7. Dezember 1998 in Huntsville, Texas) war ein US-amerikanischer Serienmörder, der wegen Mordes an drei Frauen in Texas zum Tode verurteilt und hingerichtet wurde.

## Verbrechen
1975 entführte er eine Mitschülerin seiner High School, fuhr sie in ihrem eigenen Wagen an einen abgelegenen Ort und vergewaltigte sie. Danach zerrte er sie aus dem Wagen, schlug sie nieder, stach ihr mit einem Messer in die Herzgegend und ließ sie an Ort und Stelle liegen. Sie überlebte jedoch, konnte sich zu einer Straße begeben und gerettet werden. Für diesen Überfall wurde Corwin zwar wegen Entführung, Vergewaltigung und versuchten Mordes zu 40 Jahren Haft verurteilt, jedoch bereits nach neun Jahren vorzeitig entlassen.
Im Februar 1987 entführte er die 72-jährige Alice Martin, die in der Nähe ihres Hauses in Normangee spazieren ging. Er fuhr mit ihr auf ein Feld im Robertson County, wo er sie vergewaltigte, würgte und anschließend erstach. Im Juli desselben Jahres entführte er die 26-jährige Debra Lynn Ewing von ihrer Arbeitsstelle in Huntsville und fuhr mit ihr nach Montgomery County, wo er sie vergewaltigte und erstach. Im Oktober 1987 versuchte er die 36-jährige Mary Carrell Risinger bei einer Autowaschanlage in Huntsville zu entführen. Als sie sich jedoch wehrte und um Hilfe schrie, erstach er die Frau vor den Augen ihrer dreijährigen Tochter. Im Oktober 1988 entführte er eine weitere Frau in ihrem eigenen Wagen, vergewaltigte sie, schlug und stach mehrmals auf sie ein. Die Frau überlebte jedoch.
Corwin wurde anhand von Fingerabdrücken und DNA-Spuren überführt. Während seiner Verhandlung gestand er noch eine weitere Vergewaltigung an einem 13-jährigen Mädchen aus dem Jahr 1972. Das Mädchen war damals aus Angst vor ihm nicht zur Polizei gegangen. 
1990 wurde er schließlich von einem Gericht in Montgomery County zum Tode verurteilt und am 7. Dezember 1998 in der Huntsville Unit mit der Giftspritze hingerichtet.